# 논고개로
논고개로(Nongogae-ro)는 인천광역시 남동구 논현동에서 도림동까지 이르는 인천광역시도로, 총 연장은 4.274km이다. 도로의 명칭이 유래된 것은 중국으로 가는 사신이 가족과 의논하며 넘던 고개라는 지역의 유래를 인용하여 제명되었다.

## 역사
- 2009년 11월 16일 : 도로명으로 논고개로를 고시

## 주요 경유지
- 남동구
  - 논현고잔동 - 논현2동, 논현1동 - 도림동

## 접촉하는 도로
- 아암대로
- 에코중앙로
- 앵고개로
- 청능대로
- 논현로
- 은봉로
- 오봉로
- 비류대로
- 도림북로
- 소래로

## 철도 연계역
- ● 수도권 전철 수인·분당선 : 인천논현역